# 예딩 FC
예딩 FC(Yeading Football Club)는 잉글랜드 서쪽 런던 힐링던구에 있는 예딩의 과거 영국 축구단이었다. 2007년 헤이즈 FC와 합병하여 헤이스 & 예딩 FC를 새로 창단하였다.